# Montségur-sur-Lauzon
Montségur-sur-Lauzon este o comună în departamentul Drôme din sud-estul Franței. În 2009 avea o populație de 1.152 de locuitori.

## Evoluția populației
| An        | 1975 | 1982 | 1990 | 1999  | 2006  | 2009  |
| --------- | ---- | ---- | ---- | ----- | ----- | ----- |
| Populație | 767  | 925  | 987  | 1.029 | 1.146 | 1.152 |